# Ohnice (Orten)
Ohnice (cz. Łopuchy) – tomik wierszy czeskiego poety Jiřego Ortena, ogłoszony pod pseudonimem Jiří Jakub za okupacji niemieckiej w 1941. Był on ostatnim zbiorkiem wydanym za życia autora. Orten poświęcił go pamięci zmarłego ojca (Otcově památce). Tomik składa się z czterech cykli:  Dvojitá tma, Něžná cvičení, Míra věcí i V ohni. 
Tytuł tomiku wzięła za swoją nazwę grupa poetycka Ohnice, która wydała tak samo zatytułowany, dwutomowy almanach.